# Jonas Van Kerckhoven
Jonas Van Kerckhoven (Bornem, 4 februari 1994) is een voormalig Belgisch profvoetballer. De linksback speelt tegenwoordig op amateurniveau, bij Royal Cappellen.

## Carrière
Van Kerckhoven doorliep de jeugdopleiding van de Belgische topclub Club Brugge. Hij werd regelmatig geselecteerd voor de verschillende nationale jeugdteams van België. Op 15-jarige leeftijd kreeg Van Kerckhoven te maken met een zeldzame virusziekte. Deze leidde niet alleen bijna tot een voortijdig einde van zijn voetballoopbaan, maar was zelfs levensbedreigend.
Op 18-jarige leeftijd maakte Van Kerckhoven de overstap naar het Nederlandse Willem II. Hij begon in het beloftenteam van de Tilburgers, maar door vele blessures en schorsingen mocht de Belg pas in de voorlaatste wedstrijd van het seizoen 2012-2013 zijn debuut maken in het eerste elftal. Willem II speelde in Amsterdam tegen AFC Ajax (5-0 nederlaag). In deze wedstrijd werd Ajax landskampioen van Nederland en degradeerde Willem II officieel naar de Eerste divisie. Van Kerckhoven kwam na 71 minuten in het veld als vervanger van Kees van Buuren.

## Cluboverzicht
| Seizoen | Club      | Competitie | Wedstr. | Goals |
| ------- | --------- | ---------- | ------- | ----- |
| 2012/13 | Willem II | Eredivisie | 2       | 0     |